# Adriaen Maertensz Block
Adriaen Maertensz Block (Gouda, 1582 - Lisse, 7 mars 1661) fut successivement capitaine, commandant, gouverneur et conseiller pour la Chambre de la Compagnie néerlandaise des Indes orientales à Amsterdam.

## Biographie
En 1601, il fut marin sur l'un des huit navires sous le commandement de l'amiral Jacob van Heemskerk. En 1603 il revint des Indes orientales à Amsterdam, après avoir détourné un navire portugais, chargé de porcelaine et de soie.
En 1605, il épousa à Haarlem Catharina van der Laenen. En 1620 et 1624 le couple eut deux enfants à Lisse.

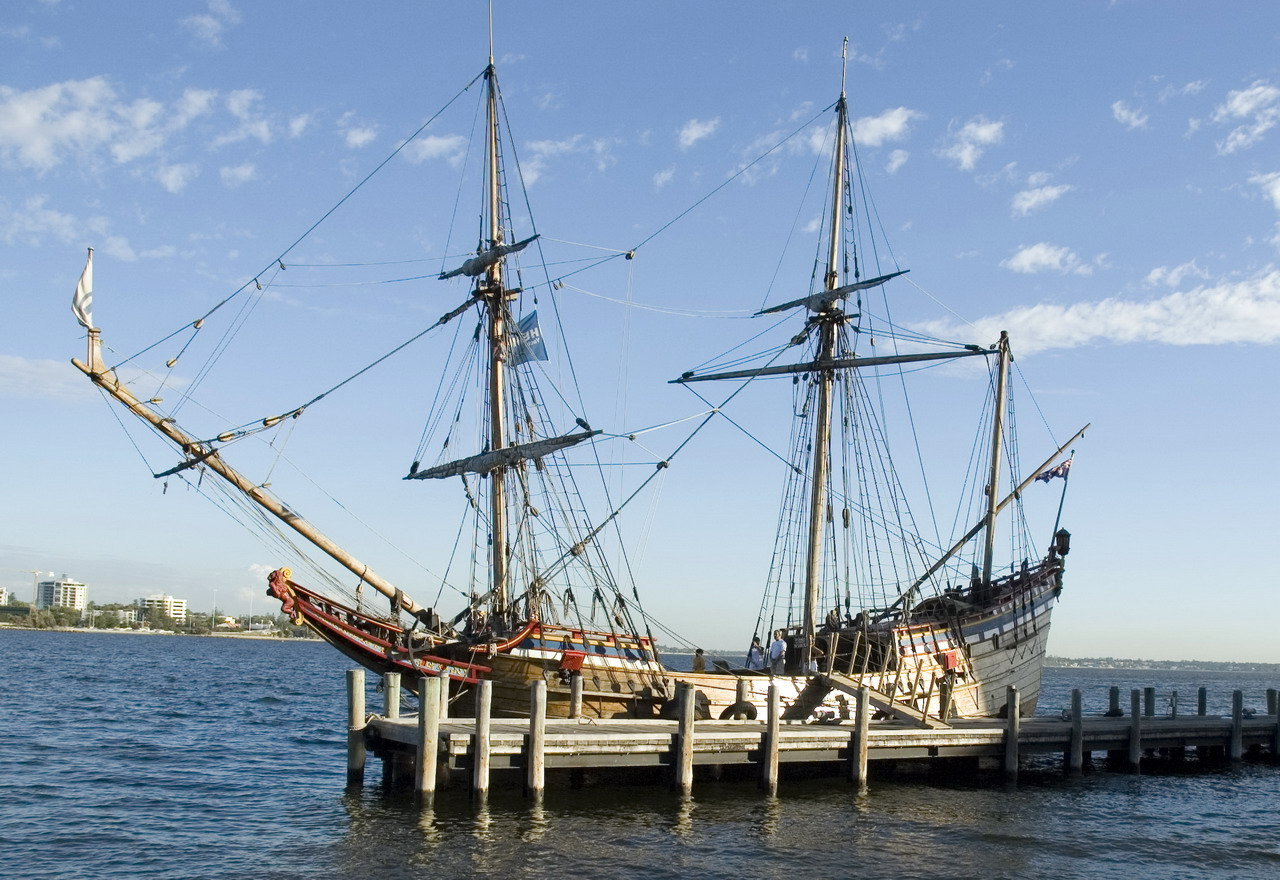
Réplique du navire Duyfken

En 1612, il devint le commandant en chef des forces navales néerlandaises à la tête de douze navires. Il fit voiles vers Bantam à bord du navire Duyfken. La flotte vint renforcer les positions néerlandaises des Moluques. Le fort sur Tidore fut conquis par les Espagnols. Le stock de clous de girofle fut incendié.
De 1614-1617, il fut gouverneur d'Ambon. En juin 1617 Block fut remplacé et arriva aux Provinces-Unies en 1618. En 1629, il participa à la défense de Batavia, et a par la suite fut nommé huissier de justice de la ville. Il fut envoyé à Bantam pour négocier avec le sultan. Il offrit au sultan un cheval arabe comme cadeau.
Adriaen Block avait à côté de ses fonctions officielles, des activités commerciales et des pratiques illégales qui lui permirent d’acquérir un important capitale. Après avoir été suspendue et déclaré impropre aux fonctions officielles, il se retira dans sa buitenplaats, qu’il avait fait construire à Lisse, devenu de nos jours le Château de Keukenhof.
En 1657 il a vendu des terres à la ville de Leyde lorsque le canal pour coches d'eau à Haarlem fut creusé. Block devint l'homme le plus riche Lisse.